# 週刊 小林ゆう
『週刊 小林ゆう』（しゅうかんこばやしゆう）は、ラジオ日本で2014年8月2日から2017年3月30日まで放送されたラジオ番組である。声優の小林ゆうの冠番組。

## 概要
番組自体を週刊誌の編集部に見立て、小林が編集長となり、アシストを務める2名の「編集部の学生アルバイト」とともに進行する。
地上波放送の翌週には番組の一部がニコニコ動画によって静止画と音声で、配信されることになっている。

## 出演者
- パーソナリティ（編集長）：小林ゆう
- アシスタント（アミューズメントメディア総合学院声優タレント学科の生徒が実習の一環として出演）
  - 第1期アシスタント - 和多田美咲・ライアンパトリック永司
  - 第2期アシスタント - 前川小波・中村良太
  - 第3期アシスタント - 児嶋宏美・荒井亮裕
  - 第4期アシスタント - 山下未莉・川向修平
  - 第5期アシスタント - 前垣瑞紀・本澤統世
  - 第6期アシスタント - 竹内優花・高野渉
  - 第7期アシスタント - 山根綺・園田翔
  - 第8期アシスタント - 今井文也・江頭らな

## 放送時間
- 2014年8月2日 - 2016年1月2日：毎週土曜 1:30 - 2:00（金曜深夜）
- 2016年1月7日 - 2017年3月30日：毎週木曜 1:30 - 2:00（水曜深夜）